# Krvno-možganska pregrada
Krvno-možgánska pregráda ali hématoencefálna bariêra je pregrada, ki ščiti možgane pred molekulami iz krvnega obtoka, hkrati pa omogoča esencialne presnovne procese v možganih. Gre za nekakšno selektivno pregrado med krvjo in možganovino. Krvno-možgansko pregrado gradijo celice kapilarnih sten ter prilegajočih se celic astrocitov. Stene krvožilja v možganih so zgrajene tako, da skorajda ne prepuščajo nobene polarne molekule in tako polarne snovi ne morejo prehajati v možgane. Na ta način so možgani varovani pred morebitnimi povzročitelji bolezni, toksini in drugimi polarnimi snovmi v krvi. Spojine, kot so etanol, nikotin, LSD in heroin, prehajajo pregrado, ker izkazujejo lipidotopne lastnosti. Za hidrofilne molekule mora obstajati specifičen prenašalni sistem, da lahko prehajajo iz krvi v možgane. Pomembno je tudi dejstvo, da pregrada pri novorojencih še ni dokončno razvita; njena prepustnost se ustrezno zmanjša šele tekom razvoja dojenčka.
Okvare krvno-možganske pregrade so lahko posledica vnetja, motenj prekrvitve ali različnih bolezenskih stanj.

## Zgradba
Endotelij običajnih kapilar je fenestriran (preluknjan s porami) in omogoča nemoten promet hranilnih snovi iz krvi v tkiva. Izjema je endotelij kapilar v ledvicah in osrednjem živčevju, kjer so celice tesno druga ob drugi in tvorijo neprepusten endotelij. Med celicami endotelija, ki tvori krvno-možgansko pregrado, obstajajo tako imenovani tesni stiki.
Zunanjo stran endotelija obdajajo astrociti s svojimi izrastki, imenovanimi nožice. Prav astrociti so odgovorni za indukcijo nastanka tesnih stikov med endotelijskimi celicami.

## Bolezni
Prepustnost krvno-možganske pregrade se lahko bolezensko poveča zaradi številnih bolezni, na primer nekaterih okužb, vnetij ali tumorjev. 
Nekatere od bolezni, kjer je prizadeta krvno-možganska pregrada so:
- meningitis
- multipla skleroza
- Alzheimerjeva bolezen
- progresivna multifokalna levkoencefalopatija